# Parapsychological Association
La Parapsychological Association (PA) est une organisation internationale constituée de scientifiques et d'universitaires qui étudient les phénomènes psi comme la télépathie, la clairvoyance, la psychokinèse ou la précognition. Créé en 1957, c'est un organisme de recherche en parapsychologie affilié en 1969 à l'Association américaine pour l'avancement des sciences.
La plupart des parapsychologues sont membres de PA[réf. nécessaire], elle permet de fédérer l'ensemble des chercheurs travaillant dans le domaine de la parapsychologie et organise chaque année un congrès où sont publiées les recherches scientifiques des parapsychologues. Elle a pour objectif de promouvoir l'approche scientifique et objective des phénomènes psi et ses membres obéissent à une charte de déontologie.